# ویکتور ورنیکوس
ویکتور ورنیکوس (به انگلیسی: Victor Vernicos) با نام کامل ویکتور ورنیکوس یورگنسن (به انگلیسی: Victor Vernicos Jørgensen) (زاده ۲۳ اکتبر ۲۰۰۶) خواننده و ترانه‌سرا یونانی است.
او نماینده یونان در یوروویژن ۲۰۲۳ بود.